# ARA Chubut (M-3)
El ARA Chubut (M-3) fue un dragaminas perteneciente a la clase Ton originalmente construido como HMS Santon (M1178).

## Construcción y características
Este dragaminas de la clase Ton fue construido por Feetlands a mediados de la década de 1950. El buque desplazaba 360 toneladas con carga estándar y 440 t con plena carga. Tenía una eslora de 46,6 metros, una manga de 8,4 m y un calado de 2,5 m. Era impulsado por dos motores diésel de 3000 caballos de fuerza de vapor (bhp), que le permitían desarrollar una velocidad de 15 nudos.

## Servicio
El HMS Santon (M1187) sirvió en la Marina Real entre mediados de los años cincuenta hasta mediados de la década de 1960. Entre 1965 y 1966 sirvió en una misión de contrainsurgencia en defensa de Malasia, junto al HMNZS Hickleton.
En 1967 el Gobierno de Argentina compró al Santon junto a otras cinco unidades de la misma clase. En 1968, la Armada Argentina se hizo del buque. El buque se incorporó a la División Barreminas, Escuadrilla de Minado y Antiminado, Flota de Mar, junto al ARA Neuquén, el ARA Río Negro y el ARA Tierra del Fuego.